# 檔案羅密歐
《檔案羅密歐》（The File : A Personal History）為一部記實類人物傳記，由提莫西·賈頓·艾什（Timothy Garton Ash）以英語撰寫，於1997年付與Random House出版；1999年再譯成德語出版，書名改稱為《檔案羅密歐》（Die Akte „Romeo“: persönliche Geschichte）；繁體中文版本由汪仲翻譯，時報出版社出版。

## 內容摘要
內容描述作者賈頓艾許在兩德時期，為了搜集博士論文資料，前往遭東德封鎖的柏林。隻身在柏林的18個月中，卻身陷在東德祕密組織「國家安全部」史塔西的監視下，而不自知。而監視作者的「線民」，居然是身邊的至親好友。
直到兩德統一，管理東德國家安全局檔案的高克機構向社會大眾公布過去的資料，作者在看到自己的監視報告後，展開了「反間諜」行動，四處拜訪了曾經監視過他的「線民」。作者觀察每位線民，而這些線民都有著各自的想法與原因，作者將這一切寫在了這本書中。是觀察兩德時期的傳記類書籍，從作者自身的角度去觀察當時的社會，顯現了見微知著的效果。